# Bucciano
Bucciano – miejscowość i gmina we Włoszech, w regionie Kampania, w prowincji Benewent.
Według danych na 1 stycznia 2022 roku gminę zamieszkiwało 1985 osób (974 mężczyzn i 1011 kobiet).

## Przypisy

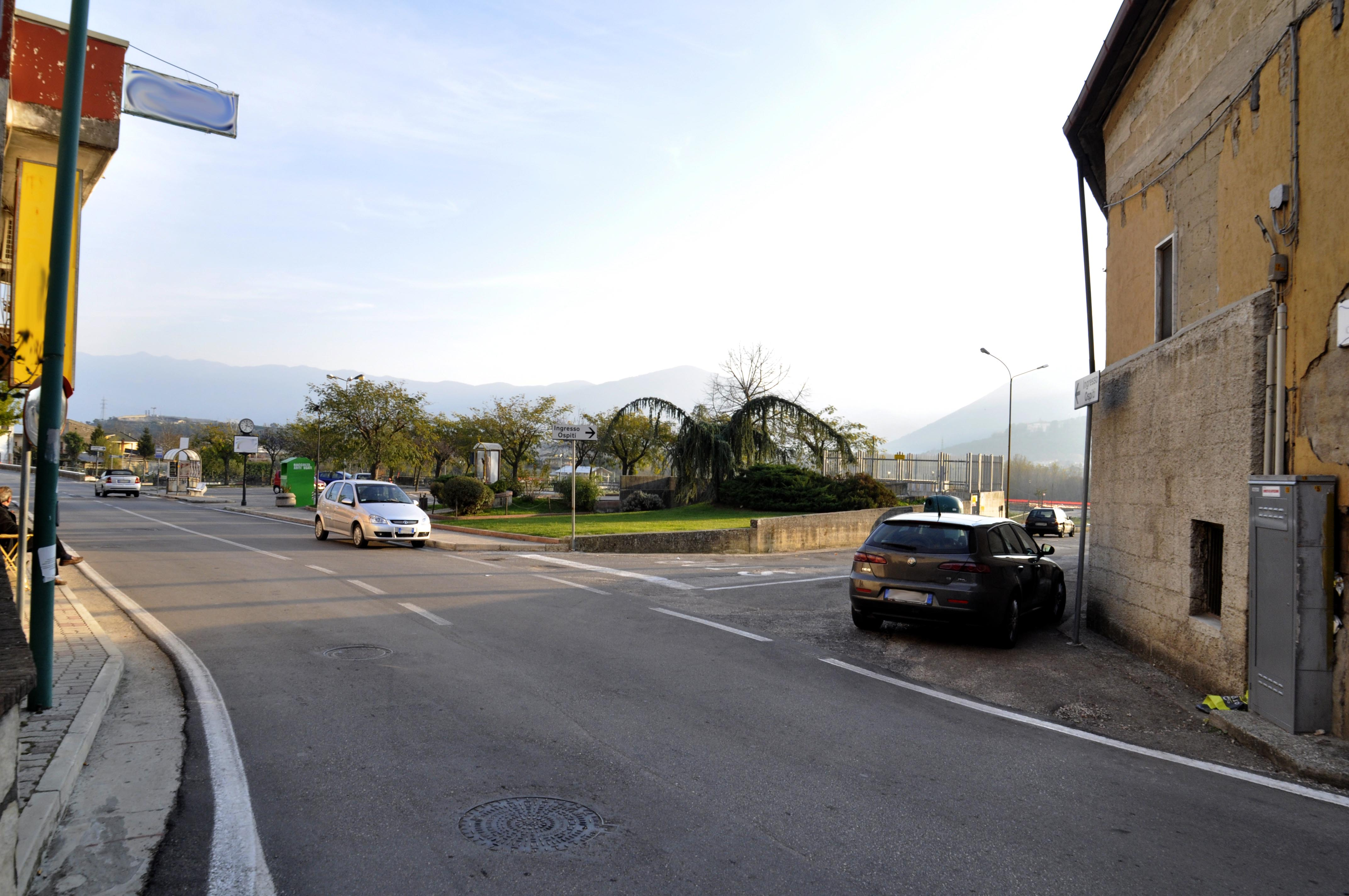
Bucciano - widok miasta